# Ole Heyde
Ole Heyde (født 2. januar 1941 i Odense) er en dansk komponist og guitarist, forfatter og tegner, oprindeligt uddannet tegner ved reklamebureauet Andersen & Blæsbjerg i Odense og musikuddannet på Det Fynske Musikkonservatorium. Selv har Heyde komponeret musik til digte og tekster af H.C. Andersen (1805-1875) og Piet Hein (1905-1996) samt til en række andre forfattere, ofte af fynsk herkomst. I bogform er udgivet ”Den fynske Sang” (1984), ”H.C. Andersen – digte og sange” (1988) samt ”Vi som elsker sange - digte og gruk i musik” (1994). Heyde er fortsat aktiv kunstner og har sidst udgivet indspilninger i samarbejde med det folkelige H.C. Andersen Ensemblet (2016).
Ole Heyde er gift med pianist og sanger Ellen Margrethe Guldborg Heyde; sammen har de Jesper Heyde og Ene Kirstine Heyde Dias.
Medlem af Dansk Populær Autorer (DPA), æresmedlem i Dansk Solist Forbund og desuden modtager af H.C. Andersen-prisen i 1993.